# Silvia Hüsler
Silvia Hüsler-Vogt (* 22. Februar 1943 in Zürich) ist eine Schweizer Kinderbuchautorin.

## Leben und Wirken
Nach mehreren Jahren Berufserfahrung als Kindergärtnerin unterrichtete sie als Methodiklehrerin am Seminar in Brugg, und seit 1984 als freischaffende Fachfrau für interkulturelle Pädagogik. 
Sie engagiert sich auch auf politischer Ebene. Bis 2000 war sie Vizepräsidentin der eidgenössischen Kommission für Ausländerfragen. Dabei setzte sie sich vor allem für die Integration fremdsprachiger Kinder ein. Viele ihrer Bücher illustriert sie selber und verfasst Texte für das Schweizer Radio DRS 1. 
Hüsler lebt in Zürich und Rialto (Italien).

## Werke
- Das Bärenhaus unter den Kastanien. Zürich: Orell Füssli, 1983
- Wo holt der Niklaus seine sieben Sachen? Leporello. Zürich: SJW, 1984
- Tres tristes tigres / Drei traurige Tiger. Freiburg i.Br: Lambertus, 1987
- Zauber Zauber Zauber-Ei. Zürich: Lehrmittelverlag des Kantons Zürich, 1988
- Nana Luisa, das italienische Zwergenmädchen. Zürich: Schweizerischer Lehrerverein, 1989
- Stadtzwerge unterwegs. Sprache mit Spiel und Spass. Zürich: Orell Füssli, 1990
- Arzu. Zürich: Lehrmittelverlag, 1990
- Al fin Serafin. Zürich: Atlantis bei Pro Juventute, 1993
- Wer ist zuerst im Kindergarten? Zürich: Atlantis bei Pro Juventute, 1995
- Der Topf der Riesin / Il pentolino della gigante. Zürich: Lehrmittelverlag, 1995
- Weihnachtszeit oder Heisse Schokolade bei Signora Rosa. Zürich: Atlantis bei Pro Juventute, 1996
- Märchen überleben. Zürich: Pestalozzianum, 1997
- Kioskfrau Lijuba gibt ein Fest.  Zürich: Atlantis bei Pro Juventute, 1998
- Watz, das Wildschwein.  Zürich: Lehrmittelverlag, 2000
- Mîr Zorro. Mit Barbara Sträuli. Zürich: Pestalozzianum, 2000
- Advent mit Zipf, Zapf und Zipfelwitz.  Zürich: Lehrmittelverlag, 2001
- Prinzessin Ardita. Mit Mahir Mustafa.  Zürich: Lehrmittelverlag, 2003 ISBN 3-906743-35-7
- Besuch vom kleinen Wolf.  Zürich: Lehrmittelverlag, 2004 ISBN 3-03713-043-1

## Auszeichnungen und Ehrungen
- Schönstes Schulbuch der Schweiz (1988/1990/1995)
- Wettbewerb des ITI-Zentrums Schweiz „Schreiben für das Puppen- und Figurentheater“ (2000)